# Livigno
Livigno (Lombardisch Livign, rätoromanisch Luin da Buormⓘ oder Lavin da Buorm ‚Livigno bei Bormio‘, deutsch Luwin) ist eine Gemeinde und eine italienische Gemeinde in der Provinz Sondrio, Lombardei. Der Ort ist Zollausschlussgebiet der Europäischen Union.

## Lage und Einwohner
Livigno liegt rund 75 Kilometer nordöstlich von der Provinzhauptstadt Sondrio auf einer Höhe von 1816 m s.l.m. in den Livigno-Alpen. Die  6738 Einwohner (Stand 31. Dezember 2024) zählende Gemeinde ist ein beliebter Wintersportort. Sie liegt am Fluss Spöl (heute auch auf Italienisch so, früher Aqua Granda), der das Livigno-Tal von Süden nach Norden durchfließt, mit einer Staumauer an der Grenze zwischen Italien und der Schweiz zum Lago di Livigno gestaut wird und danach bei Zernez im Engadin in den Inn und damit in die Donau mündet. Das Tal liegt also nördlich der Wasserscheide der Alpen.
Trepalle, ein Ortsteil Livignos, ist nach eigenen Angaben der höchste dauerhaft bewohnte Ort Europas auf einer Seehöhe von 1.907 bis 2.250 Metern, am Passo d’Eira. Die meisten Quellen gehen jedoch davon aus, dass der schweizerische Weiler Juf in der Gemeinde Avers GR diesen Titel verdient. Der Theorienstreit gründet daher, dass die höchsten Häuser von Trepalle tatsächlich höher gelegen sind als jene von Juf, die tiefsten Häuser in Trepalle jedoch über 200 Meter tiefer liegen als jene von Juf. Hinzu kommt, dass Juf – anders als Trepalle – eine geschlossene Siedlung bildet. Allgemein wird jedoch der Kern einer Siedlung (Amtsgebäude, Kirche …) als Referenzpunkt gewählt, da sonst zahlreiche Gemeinden in den Alpen aufgrund mehr oder weniger hoch über dem Ortskern thronender, teilweise mittlerweile ganzjährig bewohnter Alpsiedlungen, Maiensässe etc. diesen Titel in Anspruch nehmen könnten.
Die Nachbargemeinden sind Pontresina, Poschiavo, S-chanf, Zernez und Zuoz (jeweils im Kanton Graubünden) sowie Valdidentro in der italienischen Provinz Sondrio.

### Bevölkerungsentwicklung

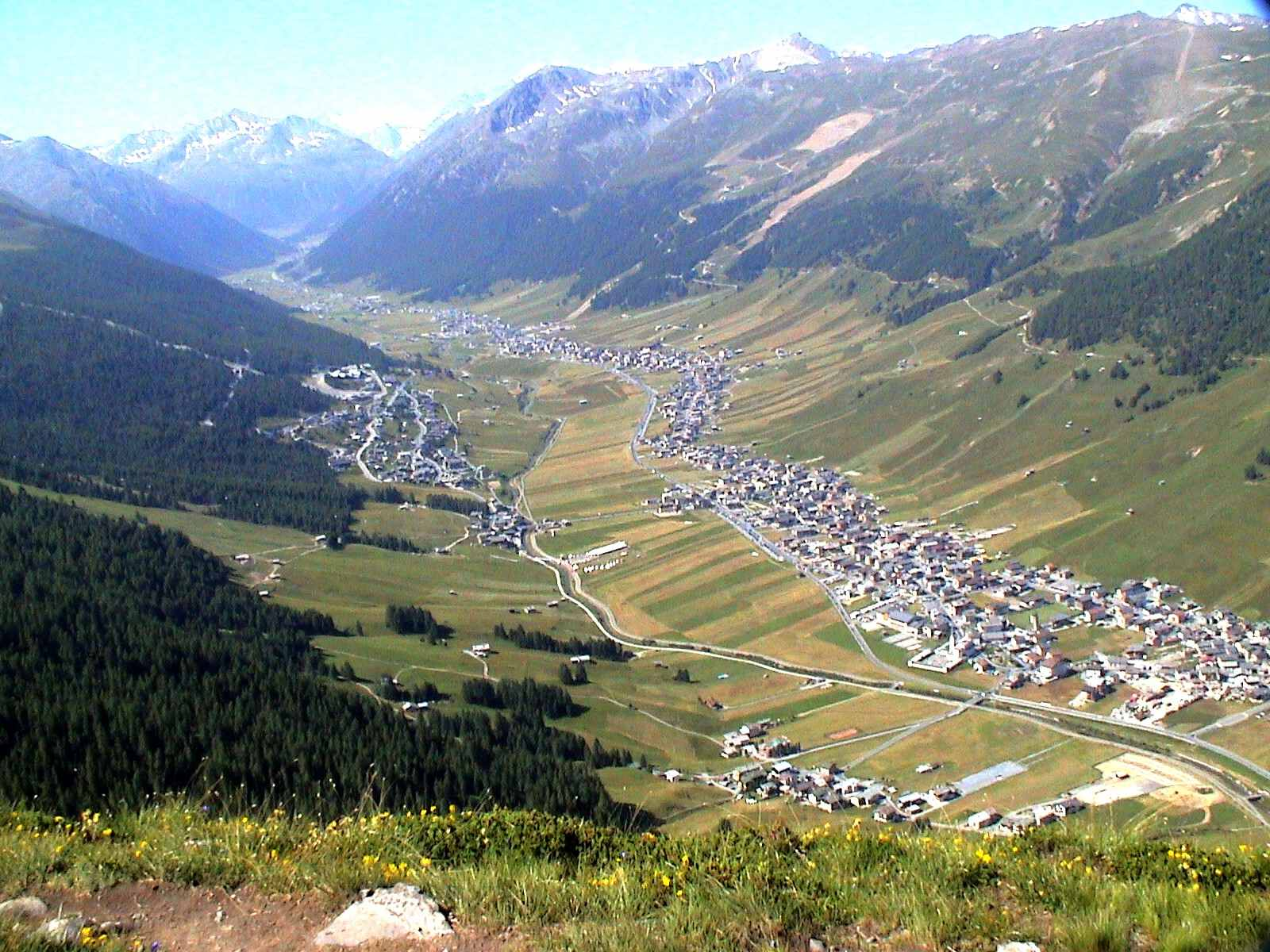
Livigno

### Verkehrsanbindung
Die Strada Statale 301 del Foscagno (SS 301) verbindet Livigno mit Bormio. Über den Foscagno-Pass und den Eira-Pass ist das Bergdorf mit dem restlichen Veltlin verbunden. EWE ist Erreichbar ist Livigno außerdem von der schweizerischen Straße Nr. 28 zwischen Zernez und dem Ofenpass durch den in den 1960er-Jahren erbauten mautpflichtigen Munt-la-Schera-Tunnel sowie während der Sommermonate tagsüber vom Berninapass über die Passstraße Forcola di Livigno.

## Geschichte
Seit 1000 n. Chr. ist das Tal von Livigno bewohnt, anfangs aus militärstrategischen Gründen. Im 17. Jahrhundert wurde Livigno die rechtliche und wirtschaftliche Autonomie durch die Bündner Herrscher des Veltlins verliehen. 1805 wurde Livigno wegen seiner exponierten und früher im Winter kaum erreichbaren Lage von Napoleon zur zollfreien Zone erklärt, damit es trotzdem ganzjährig bewohnt wird. Österreich-Ungarn erkannte diese Vorteile 1818 an. 1910 wurde Livignos Status von Italien und schließlich 1960 auch von der Europäischen Gemeinschaft bestätigt. Livigno gehört gemäß Art. 4 Abs. 1 UZK nicht zum Zollgebiet der Union. Naturgemäß spielte der Schmuggel stets eine große Rolle, wovon heute noch Namen von Gasthäusern und Bezeichnungen von Wanderwegen zeugen.
Da der Ort bis 1951 sechs Monate im Jahr – straßenmäßig – von der Außenwelt abgeschnitten war, konnte er als unechte Exklave bezeichnet werden und erhielt den Übernamen Piccolo Tibet („Klein-Tibet“). Seither wird der Passo di Foscagno auch im Winter vom Schnee freigeräumt, und, von kurzen Unterbrechungen abgesehen, ist Livigno von der italienischen Seite ganzjährig erreichbar. 
Ein Teil des Ortes wurde in den 1960er-Jahren beim Bau des Speichersees Lago di Livigno zerstört.

## Tourismus

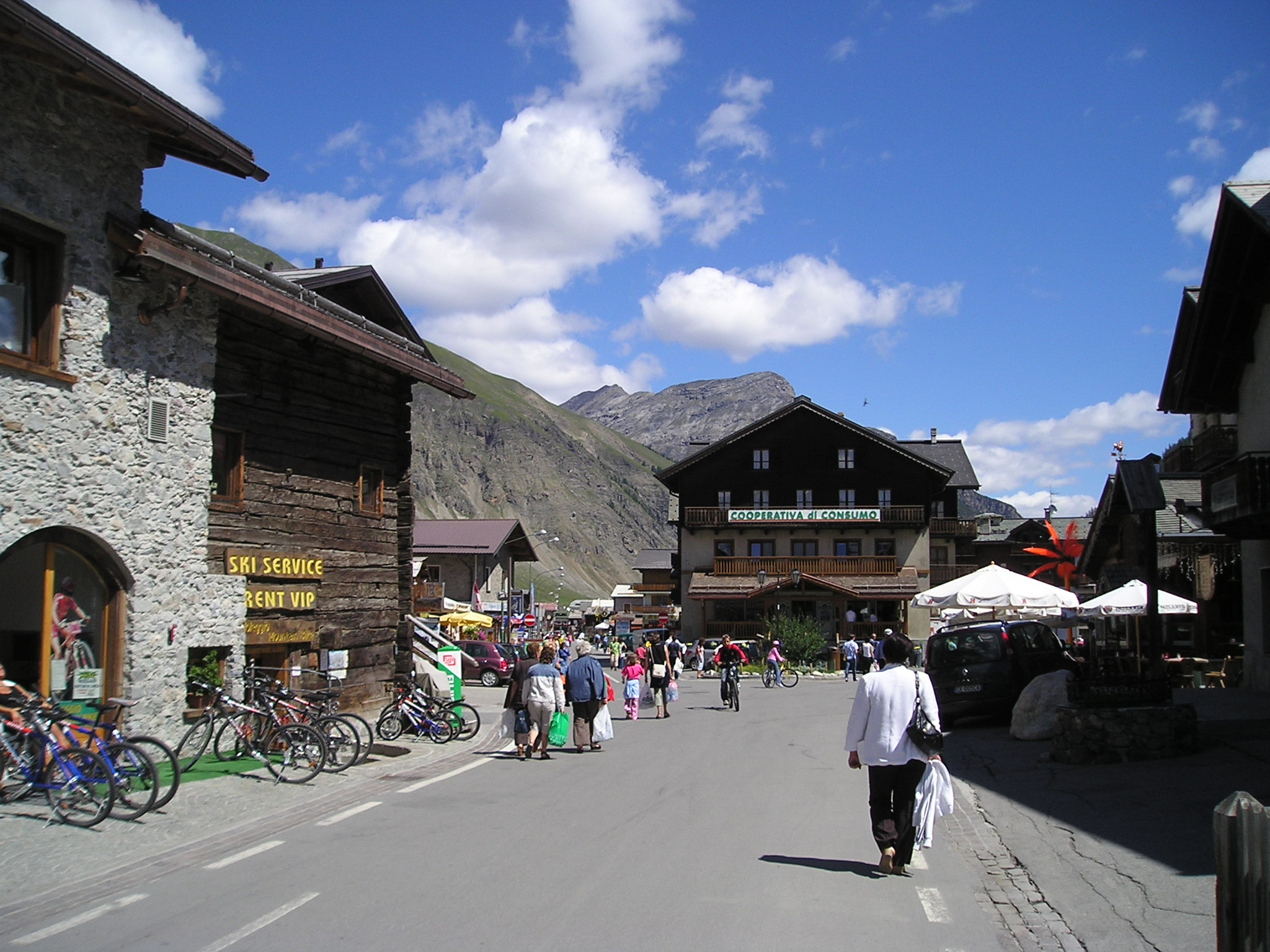
Das Zentrum von Livigno

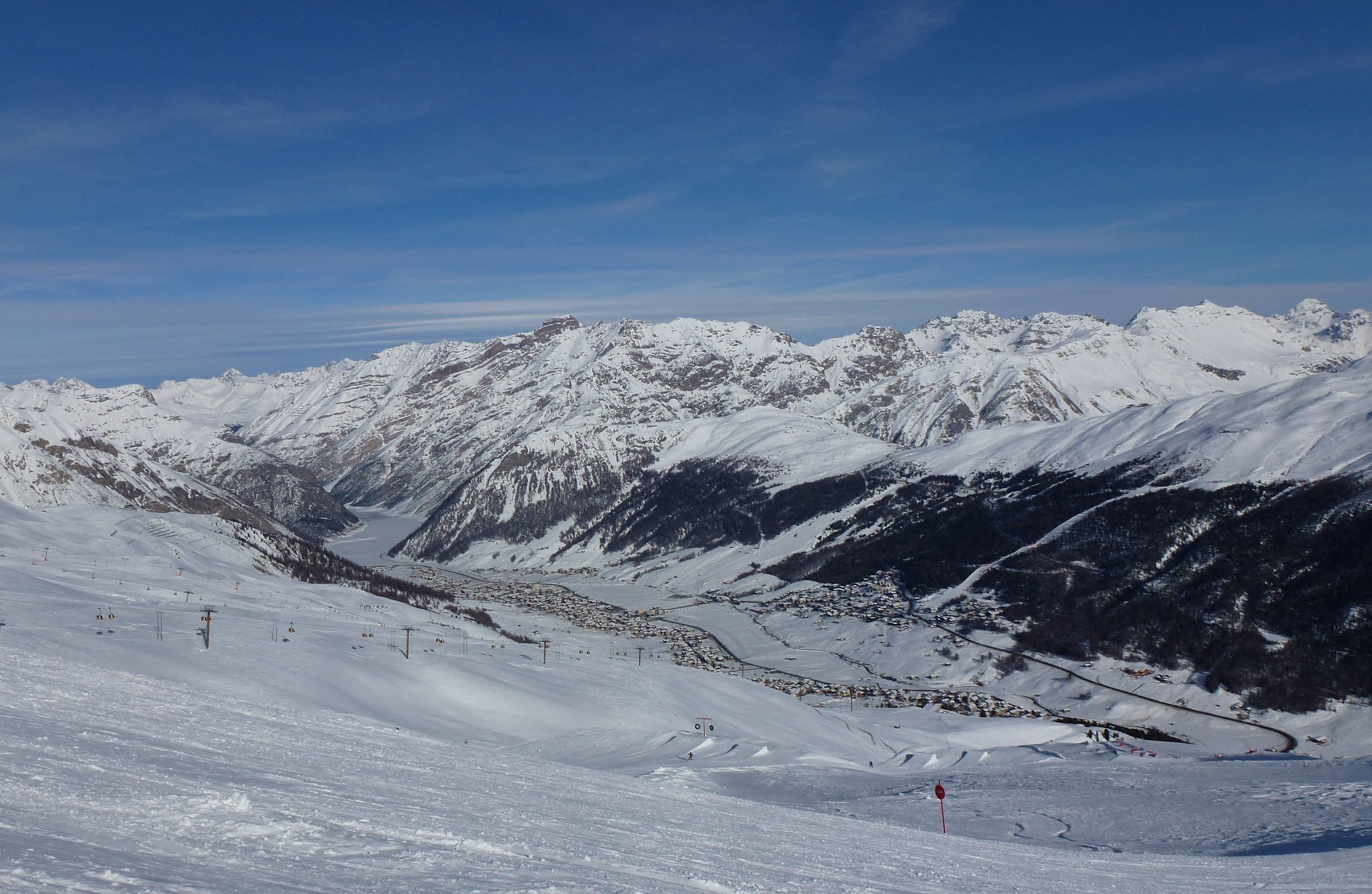
Livigno vom Morteir

Die entscheidende Rolle im Tourismus in Livigno spielt der Wintersport, wenngleich versucht wird, durch attraktive Mountainbike- und Wandermöglichkeiten auch im Sommer Touristen zu gewinnen.
Im Winter stehen 33 Liftanlagen mit einer Gesamtkapazität von 46.460 Personen/Stunde zur Verfügung, die 115 km Piste erschließen. Dazu kommen noch 40 km Langlaufloipe. Weil Arrangements von Samstag bis Samstag üblich sind, bilden sich in der Wintersaison an diesen Tagen jeweils lange Staus zwischen dem Ort und der Einfahrt zum einspurigen Munt-la-Schera-Tunnel.
Das Zentrum von Livigno ist Fußgängerzone, die aber von Autos zur An- und Abreise zu dort gelegenen Hotels befahren werden kann. Vier kostenlose Buslinien verkehren ganzjährig im Ort. Hinzu kommen insbesondere während der Sommer- und Winterferien sowie an Samstagen zahlreiche Einkaufstouristen, die von niedrigen Preisen auf zollfreie Artikel profitieren, v. a. auf alkoholische Getränke, Tabakwaren, Parfums und Kraftstoffe. Ähnlich wie Samnaun erhebt auch die Gemeinde Livigno geringfügige eigene Abgaben auf die ansonsten zollfreien Produkte, aber im Gegensatz zur schweizerischen „Konkurrenz“ wird in Livigno keine Mehrwertsteuer erhoben.

## Sehenswürdigkeiten
- Das MUS! Museo di Livigno e Trepalle, das seit dem 22. Dezember 2015 geöffnet ist, zeigt ethnographisches Material, das die bäuerlichen Wurzeln von Livigno und Trepalle und die Dynamik, die zur Gegenwart geführt hat, erzählt. Das Gebäude stammt aus dem Ende des 18. Jahrhunderts und hat einige typische Elemente der traditionellen Häuser von Livigno, wie die sc'tua, die Küche mit dem cendré (Heizraum) und den Milchverarbeitungsraum.

## Sport
- Am 7. Juni 1972 endete die 16. Etappe des Giro d’Italia in Livigno mit einem Sieg von Eddy Merckx.
- Seit 1990 veranstaltet Livigno alljährlich La Sgambeda, einen Skilanglaufmarathon mit Läufen in klassischer und freier Lauftechnik.
- Am 22. Mai 2005 endete die 14. Etappe des Giro d’Italia in Livigno mit einem Sieg des Kolumbianers Iván Parra.
- Im August und September 2005 fanden die Mountainbike-Weltmeisterschaften in Livigno statt.
- Am 19. Mai 2024 endete die 15. Etappe des Giro d’Italia bei Livigno auf einer Höhe von 2.385 Metern an der Bergstation Mottolino mit einem Sieg des Slowenen Tadej Pogačar.
- Bei den Olympischen Winterspielen 2026 in Mailand und Cortina wird Livigno Austragungsort der Snowboard- und Freestyle-Wettbewerbe sein.[2]

## Persönlichkeiten
- Daniela Zini (* 1959), Skirennläuferin
- Paolo Silvestri (* 1967), Freestyle-Skier
- Giorgio Zini (* 1967), Freestyle-Skier
- Simone Mottini (* 1970), Freestyle-Skier
- Gigi Galli (* 1973), Rallyefahrer
- Giorgio Rocca (* 1975), Skirennläufer
- Roberto Nani (* 1988), Skirennläufer